# مایکل هوبنر
مایکل هوبنر (انگلیسی: Michael Hubner؛ زادهٔ ۱۲ اوت ۱۹۶۹) بازیکن فوتبال اهل آلمان است.
از باشگاه‌هایی که در آن بازی کرده‌است می‌توان به باشگاه فوتبال بوخوم، باشگاه فوتبال روت وایس اهلن، و باشگاه فوتبال روت‌وایس اسن اشاره کرد.
وی همچنین در تیم‌های ملی فوتبال جوانان آلمان، و جوانان آلمان، و جوانان آلمان، و جوانان آلمان، و زیر ۲۱ سال آلمان بازی کرده‌است.